# BC Virtus
BC Virtus is een Nederlandse basketbalclub uit Werkendam. Het eerste herenteam komt uit in de eerste divisie.
Het speelt zijn thuiswedstrijden in Sporthal De Crosser. Het tenue bestaat uit een rood shirt en een rood broekje.
Onder de naam Image Center Virtus Werkendam heeft de basketbalclub vanaf seizoen 1996 - 1997 tot en met seizoen 2000 - 2001 in de eredivisie gespeeld als professionele basketbalclub. De erelijst is eenmaal runner up in het landskampioenschap in seizoen 1999 - 2000 en eenmaal de beker werd behaald in seizoen 2000 - 2001. In het seizoen 2001 - 2002 werd nog onder de naam Altena Virtus Werkendam een start gemaakt in de eredivisie, maar door financiële problemen heeft de club zich uit de competitie moeten terugtrekken.
Sindsdien is BC Virtus weer actief in de eerste divisie bij de Nederlandse Basketball Bond.

## Erelijst
| Competitie      | Winnaar | Winnaar                      | Runner-up | Runner-up  |
| Competitie      | Aantal  | Jaren                        | Aantal    | Jaren      |
| --------------- | ------- | ---------------------------- | --------- | ---------- |
| Nationaal       |         |                              |           |            |
| Eredivisie      |         |                              | 1×        | 2000       |
| NBB-Beker       | 1×      | 2001                         | 1×        | 2015       |
| Promotiedivisie |         |                              | 2×        | 1983, 1996 |
| Eerste divisie  | 5×      | 1989, 2012, 2017, 2018, 2019 | 2×        | 1981, 2013 |
| Tweede divisie  | 1×      | 2024                         |           |            |

## Eindklasseringen
- 1997 10e
Eredivisie
- 1998 8e
Eredivisie
- 1999 9e
Eredivisie
- 2000 6e
Eredivisie
- 2001 3e
Eredivisie
- 2002 12e
Eredivisie
- 2003
- 2004
- 2005
- 2006
- 2007
- 2008
- 2009
- 2010
- 2011
- 2012 2e
Eerste divisie
- 2013 2e
Eerste divisie
- 2014 5e
Eerste divisie
- 2015 5e
Eerste divisie
- 2016 9e
Eerste divisie
- 2017 1e
Eerste divisie
- 2018 1e
Eerste divisie
- 2019 1e
Eerste divisie
- 2020 10e
Promotiedivisie
- 2021 9e
Eerste divisie
- 2022 10e
Eerste divisie
- 2024 1e
Tweede divisie

- Eredivisie
- Promotiedivisie
- Eerste divisie
- Tweede divisie